# Wilmington (Ohio)
|  | Dieser Artikel wurde aufgrund von inhaltlichen Mängeln auf der Qualitätssicherungsseite des Projektes USA eingetragen. Hilf mit, die Qualität dieses Artikels auf ein akzeptables Niveau zu bringen, und beteilige dich an der Diskussion! Eine nähere Beschreibung der zu behebenden Mängel fehlt. |

Wilmington ist eine City und der County Seat von Clinton County, Ohio, Vereinigte Staaten von Amerika. Das U.S. Census Bureau ermittelte bei der Volkszählung 2020 eine Einwohnerzahl von 12.664.
Im Jahre 1810 wurde die Stadt Clinton gegründet. Sie wurde Sitz des neugegründeten Clinton County. 1811 wurde der Name Clinton in Wilmington umgewandelt. 1828 erhielt die Stadt Stadtrechte.
1833 gab es in Wilmington ein gemauertes Gerichtsgebäude, ein Gefängnis, vierzehn Geschäfte, zwei Tavernen, vier Kirchen, vier Gemüsehandlungen und 100 Wohngebäude.
Laut einer Volkszählung aus dem Jahr 2000 beträgt die Einwohnerzahl 11.921 Menschen.
Im 19. Jahrhundert wurde das Wilmington College von einem Quäker gegründet.
In Wilmington befand sich bis Sommer 2009 mit dem Airborne Airpark eines von drei Fracht-Drehkreuzen der Firma DHL.
2016 drehte der Filmemacher Michael Moore im Murphy Theatre, Wilmington den Film Michael Moore in TrumpLand.

## Namensvarianten
Die Ortschaft besitzt einige Bezeichnungsvarianten:
- Armenia[5]
- Clinton[5]
- Mount Pleasant[5]
- Robertsons Mills[5]

## Söhne und Töchter der Stadt
- William Ralph Myers (1836–1907), Politiker
- Charles B. Timberlake (1854–1941), Politiker
- Joseph Haines Moore (1878–1949), Astronom
- Clarence M. Jones (1889–1949), Pianist, Arrangeur und Komponist
- Norris Turney (1921–2001), Jazz-Saxophonist, -Flötist und Klarinettist
- Brian Agler (* 1958), US-amerikanischer Basketballtrainer
- Nicola Leibinger-Kammüller (* 1959), deutsche Unternehmerin